# Danielle Carruthers
Danielle Carruthers, född 22 december 1979, är en amerikansk friidrottare som tävlar i häcklöpning.